# North Hampton (Nou Hampshire)
North Hampton és una població dels Estats Units a l'estat de Nou Hampshire. Segons el cens del 2007 tenia 4.528 habitants.

## Demografia
Segons el cens del 2000, North Hampton tenia 4.259 habitants, 1.671 habitatges, i 1.234 famílies. La densitat de població era de 118,2 habitants per km².
Dels 1.671 habitatges en un 29,8% hi vivien nens de menys de 18 anys, en un 64,6% hi vivien parelles casades, en un 7% dones solteres, i en un 26,1% no eren unitats familiars. En el 20% dels habitatges hi vivien persones soles el 8,3% de les quals corresponia a persones de 65 anys o més que vivien soles. El nombre mitjà de persones vivint en cada habitatge era de 2,55 i el nombre mitjà de persones que vivien en cada família era de 2,96.
Per edats la població es repartia de la següent manera: un 23,3% tenia menys de 18 anys, un 4,4% entre 18 i 24, un 27,4% entre 25 i 44, un 30,5% de 45 a 60 i un 14,3% 65 anys o més.
L'edat mediana era de 42 anys. Per cada 100 dones de 18 o més anys hi havia 94,3 homes.
La renda mediana per habitatge era de 66.696$ i la renda mediana per família de 72.500$. Els homes tenien una renda mediana de 51.451$ mentre que les dones 31.512$. La renda per capita de la població era de 34.187$. Entorn de l'1,6% de les famílies i el 3,3% de la població estaven per davall del llindar de pobresa.